# La suora del peccato
La suora del peccato (Bad Sister) è un film per la televisione del 2015 scritto e diretto da Doug Campbell.

## Trama
La trama si svolge all'interno di una scuola cattolica, dove una nuova suora, Suor Sophia, arriva a insegnare. Da subito, la sua presenza suscita sospetti e inquietudine tra gli studenti, soprattutto in Zoe, la sorella di uno degli alunni.
La ragazza si accorge ben presto che Suor Sophia non è ciò che sembra. Dietro il suo aspetto innocente e devoto si nasconde un oscuro segreto: un'ossessione morbosa per uno dei suoi studenti, il fratello di Zoe. Questa ossessione si trasforma in un'attrazione pericolosa e malsana, che mette a rischio la vita del ragazzo e sconvolge l'equilibrio della scuola.
La storia si sviluppa tra sospetti, intrighi e colpi di scena. Zoe, determinata a proteggere suo fratello, cerca di svelare la verità e di fermare Suor Sophia prima che sia troppo tardi.